# カフリン
カフリン（フランス語: Kaffrine）は、セネガルの都市である。カフリン州の州都であり、カフリン県の県都である。

## 経済
カフリンはセネガル中部の通称「ピーナッツ盆地」に位置する。主な産業は農業である。ピーナッツ、キビ、トウモロコシの栽培が盛んである。

## 交通

### 鉄道
- ダカール・ニジェール鉄道